# Epipleoneura machadoi
Epipleoneura machadoi – gatunek ważki z rodziny łątkowatych (Coenagrionidae). Występuje w Ameryce Południowej – stwierdzono ją jedynie na terenie Brazylii i Peru.